# Batalla de Guinegate (1513)
La batalla de Guinegate fue un enfrentamiento militar ocurrido el 16 de agosto del año 1513 entre las tropas inglesas, dirigidas por el rey Enrique VIII, y los franceses, acaudillados por el mariscal Jacques de La Palice, en el contexto de la Guerra de la Liga de Cambrai. El encuentro, que tuvo lugar en Enguinegatte, Paso de Calais (Francia), se saldó con una victoria inglesa.
El combate fue llamado también la "batalla de las espuelas", debido a la premura de los franceses por abandonar el campo de batalla.
La victoria permitió a los ingleses tomar el 22 de agosto Thérouanne y el 23 de septiembre la ciudad de Tournai que permaneció en su poder hasta el Tratado de Londres (1518).